# Coenosia anipila
Coenosia anipila är en tvåvingeart som beskrevs av Stein 1909. Coenosia anipila ingår i släktet Coenosia och familjen husflugor. Inga underarter finns listade i Catalogue of Life.